# Paseo de Colón (Barcelona)
El paseo de Colón (en catalán: passeig de Colom) es una avenida del distrito de Ciudad Vieja, de Barcelona, que discurre paralela al mar entre las plazas de Antonio López y Puerta de la Paz, donde se levanta el Monumento a Cristóbal Colón.

## Historia

### Antecedentes: la Muralla de Mar
El actual paseo se levanta por donde anteriormente discurría la Muralla de Mar. Este paño de muralla, construido a mediados del siglo XVI, fue el último levantado y el que cerraba el perímetro de la ciudad.
En 1834 se llevó a cabo una importante reforma, con el ensanchamiento de la Muralla de Mar, lo que obligó a derribar el convento de San Franciso —hoy plaza del Duque de Medinacelli— en 1835. Se empedró e iluminó la parte superior de la muralla, que se transformó en un paseo elevado que discurría frente al mar, convirtiéndose en el lugar de paseo preferido de la burguesía y la aristocracia barcelonesa.
A mediados del siglo XIX se abrió en cada extremo del paseo de la Muralla de Mar los dos últimos portales de la muralla barcelonesa: la Puerta de la Paz (1849), al final de La Rambla, y el monumental portal de Mar (1847), en Pla de Palau. Sin embargo, ambos tuvieron corta vida, porque pocos años después Barcelona inició el derribo de las murallas. En el caso de la Muralla de Mar, la demolición se realizó entre 1878 y 1881.

### Apertura del Paseo y Exposición de 1888
Se inició entonces la transformación de la fachada marítima de la ciudad, con vistas a la Exposición Universal de 1888. Se proyectó una avenida uniese la montaña de Montjuic el paseo de Isabel II —construido ya en los años 1830— y a su vez se prolongaba por la avenida de la Aduana (hoy Marqués de la Argentera) hasta el recinto de la Exposición Universal, en el Parque de la Ciudadela. En nmedio de este trazado, coincidiendo con el final de Las Ramblas, donde se había ubicado la Puerta de la Paz, levantaría un monumento a Cristóbal Colón, cuya construcción fue aprobada en 1881, y que acabó dando nombre a todo el nuevo paseo. La definitiva urbanización del paseo de Colón tuvo lugar un año antes del certamen, en 1887, y consistió principalmente en tender aceras, adoquinar, plantar farolas y derramar balaustradas. El paseo tenía inicialmente una plataforma central para peatones, circulando el tráfico rodado por los laterales. Se plantó también una hilada doble de palmeras, que todavía hoy caracterizan el paseo, y que le llevó a ser bautizado popularmente por los barceloneses como paseo de los escombros.

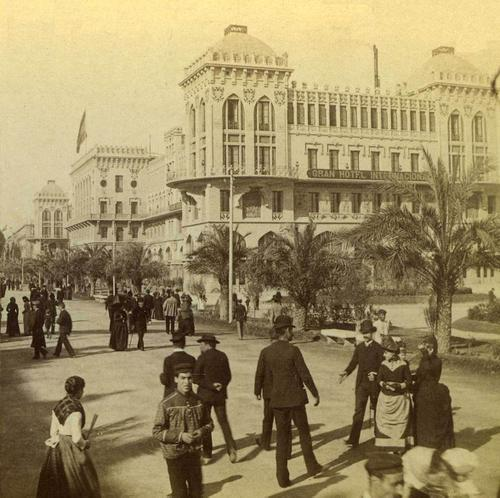
Vista del Hotel Internacional desde el lado Sur

Al ser el paseo de Colón uno de los ejes principales de acceso al recinto de la Exposición Universal, aquí se levantó el primer gran hotel de la ciudad: el Hotel Internacional, obra del arquitecto Lluís Domènech i Montaner El monumental edificio construyó en apenas dos meses, siendo inaugurado el 5 de abril de 1888, tres días antes de la apertura de la Exposición. Se levantó en la lado mar del paseo, frente al edificio de la Capitanía General, en unos terrenos de 5000 m² cedidos por el Puerto de Barcelona de forma temporal, ya que el hotel fue proyectado como una solución provisional a la falta de plazas hoteleras para un gran evento mundial. Por ello, una vez finalizada la Exposición, el edificio fue derribado, a pesar de su valor arquitectónico. Por su parte, el Monumento a Colón fue inaugurado pocos meses después del hotel, el 1 de junio de 1888, ya en plena celebración de la Exposición.
Aunque la urbanización del paseo de Colón acercó la ciudad al mar, nunca llegó a funcionar como verdadero paseo marítimo, al quedar separado de la primera línea de mar por el nuevo Muelle de la Fusta del Puerto y la línea de tren para mercancías. El muelle fue pronto ocupado por grúas y almacenes, y separado definitivamente del paseo de Colón con una reja, a principios dels siglo XX.
Entre finales del siglo XIX y principios del XX se construyeron en el lado de los muelles, junto a la Puerta de la Paz, dos de los edificios civiles más destacados del puerto y claros exponentes del eclecticismo: la nueva aduana (1896-1902) de Enric Sagnier (en el tramo que hoy pertenece al paseo José Carner) y la Junta de Obras del Puerto (1903-1907), que inicialmente funcionó como embarcadero.

### Guerra Civil y franquismo
La militarización del paseo de Colón se inició en el siglo XIX, pero tuvo su apogeo durante la Dictadura de Primo de Rivera, cuando se instalaron aquí los dos centros de gobierno del Ministerio de la Guerra en la IV Región Militar, aprovechando las antiguas propiedades eclesiásticas.
En los terrenos del antiguo Convento de Framenors, cedidos por la familia Medinaceli al Ramo de la Guerra, se construyó el Parque de Ingenieros y, posteriormente, a finales de los años 1920, se levantó en el mismo lugar el monumental edificio del Gobierno Militar. En esa misma época se llevó a cabo una importante transformación del antiguo convento de La Merced —que desde 1846 ya tenía uso militar— para convertirlo en sede de la Capitanía General de la IV Región Militar. Pocos años después, este edificio tuvo un papel protagonista en el fallido Golpe de Estado de julio de 1936, que dio origen a la guerra civil española. El 19 de julio los sublevados, bajo el mando del General Goded se atrincheraron en la Capitanía General, hasta que al atardecer el edificio fue asaltado y tomado por las milicias y fuerzas leales a la República.
Posteriormente, en 1938, en el marco de la Guerra Civil, la zona del puerto y sus alrededores fueron víctimas de los bombardeos del ejército sublevado, causando destrozos en edicios como el Gobierno Militar. Tras la guerra, en los años 1940, se llevaron a cabo las restauraciones en la fachada marítima y, a su vez, se reformuló el Paseo de Colón para dar mayor protagonismo al tráfico rodado, aumentando la calzada y suprimiendo una hilera de palmeras.
El tráfico de tranvías fue un rasgo característico del paseo de Colón prácticamente desde su apertura y hasta que este transporte fue retirado por completo de las calles barcelonesas. Los últimos tranvías en circular por el paseo fueron los 49, de Atarazanas a Horta, la última línea en activo en la ciudad, junto con el 51. El último viaje de ambas líneas tuvo lugar la noche del 18 de marzo de 1971.

### Años 1980: remodelación y recuperación del Muelle de la Fusta
Prácticamente un siglo después de su apertura, el paseo sufrió una importante transformación, de nuevo propiciada por la celebración de un gran evento internacional, los Juegos Olímpicos de 1992. La reurbanización supuso la eliminación de los tinglados del Muelle de la Fusta, habilitando como paseo urbano esta zona del puerto. Bajo el paseo de Colón se abrió una nueva vía rápida, la Ronda Litoral. Las obras fueron inauguradas en 1987.
En el lateral mar del paseo, el más cercano al Muelle de la Fusta, se construyeron cinco chiringuitos de diseño, que el Ayuntamiento adjudicó por concurso a cinco negocios de restauración: una champañería, un restaurante, una croissanterie, una cervecería y una marisquería. De entre todos ellos destacaba el bar Gambrinus, abierto en 1988, cuyo local estaba coronado por la escultura de una gran gamba diseñada por Javier Mariscal, quien ese mismo año había creado la mascota olímpica, Cobi.
En sus primeros años de funcionamiento, las terrazas de los conocidos como locales del Muelle de la Fusta se convirtieron en el centro neurálgico del ocio nocturno barcelonés. Sin embargo, tras los Juegos, iniciaron su decadencia, en gran medida por la competencia de nuevas zonas de ocio junto al mar, como el Maremagnum y el Puerto Olímpico. Tras una reconversión en discotecas y after hours, también sin éxito, durante los años 1990 los negocios fueron progresivamente cerrando. En 2001 el Ayuntamiento tapió los chiringuitos abandonados, que se habían convertido en refugio de sin techo.
El 18 de abril de 1994 el paseo fue escenario de un atentado perpetrado por ETA. El objetivo fue el edificio del Gobierno Militar, atacado con varias granadas lanzadas desde un coche que posteriormente explotó. Como consecuencia de la acción terrorista, un transeúnte resultó muerto y hubo ocho heridos.
En 2003, y nuevamente a las puertas de un gran evento internacional como el Fórum Universal de las Culturas 2004, el Ayuntamiento llevó a cabo una nueva intervención debido al degaste y degradación de la zona. El proyecto volvió a ser encargado a Manuel de Solà-Morales. La actuación se centró esencialmente en el Muelle de la Fusta y en el lateral mar del Paseo, que se reformó para facilitar el tránsito de ciclistas y peatones. En este sentido, se renovó el pavimento y se eliminaron obstáculos como balaustradas, bancos y los cinco chiringuitos, de los que se conservó únicamente la estructura -pilares y techo- a modo de pérgola. En el caso del desaparecido Gambrinus, el Ayuntamiento adquirió la escultura de la gamba y la restauró para garantizar su conservación, por considerarla un símbolo de la ciudad.

## Edificios

### Casa Cervantes
La finca del número 2 del Paseo es conocida como Casa Cervantes ya que, según la tradición popular, aquí residió el escritor Miguel de Cervantes durante su estancia en Barcelona. La base de la creencia popular estaría inspirada en la descripción de la fachada marítima barcelonesa —parte de lo que hoy es el paseo de Colón— que aparece en la segunda parte del Quijote y que demuestra que Cervantes conocía la zona de primera mano. Aunque habitualmente la historiografía ha dado poco crédito a la leyenda, los estudios del filólogo y académico Martín de Riquer avalarían la creencia popular.
El edificio original es del siglo XVI, aunque su aspecto actual data de 1945, cuando el arquitecto Adolfo Florensa llevó a cabo una severa remodelación. Los restos escultóricos de la antigua fachada, de transición entre el gótico flamígero y el Renacimiento, se conservan en las ventanas del tercer y cuarto piso, con dinteles esculpidos. La finca tiene también acceso por la calle de la Merced, que antaño fue, probablemente, la entrada principal.

### Palacio Bru

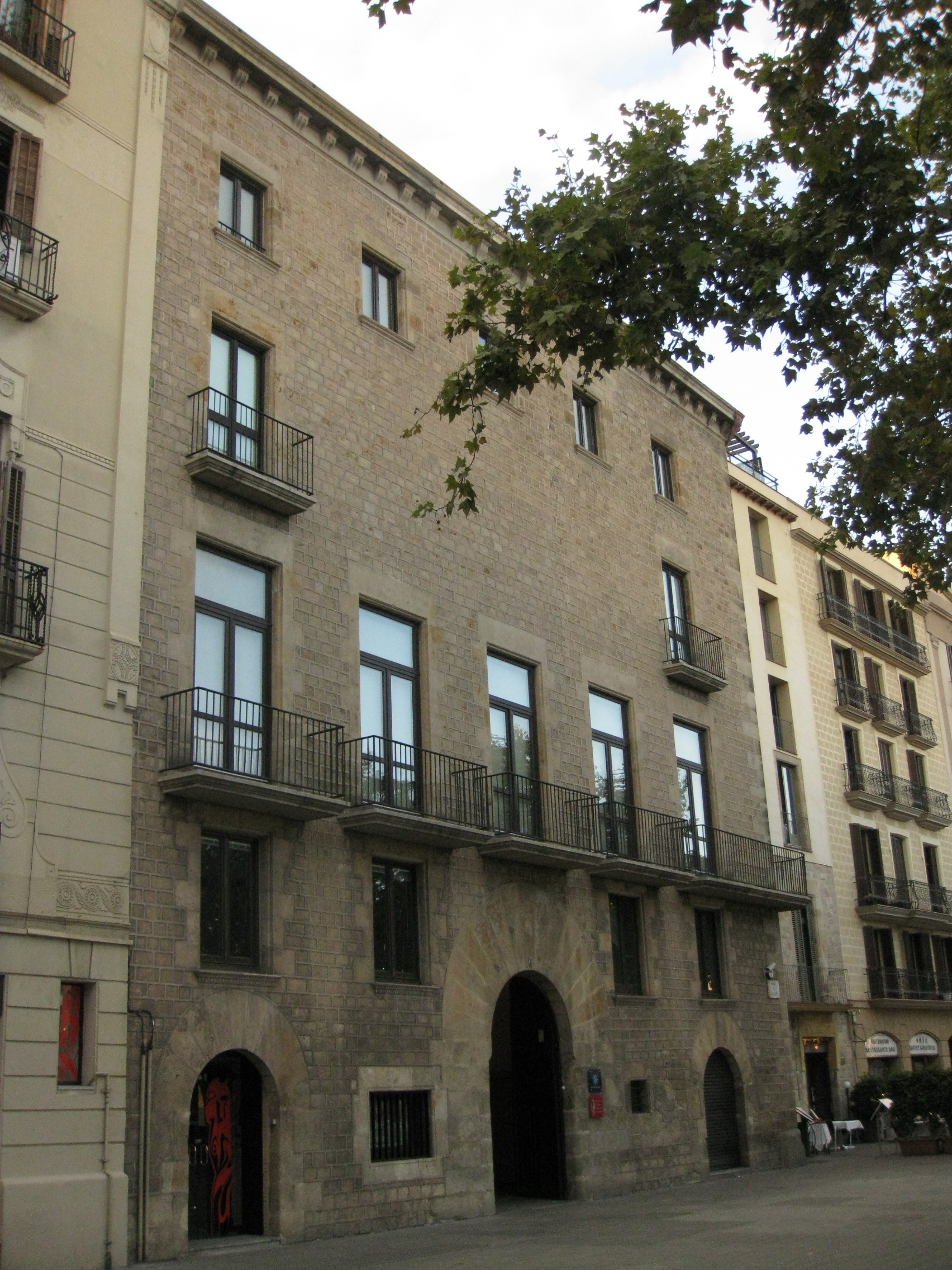
Palacio Bru, sede de la SGAE.

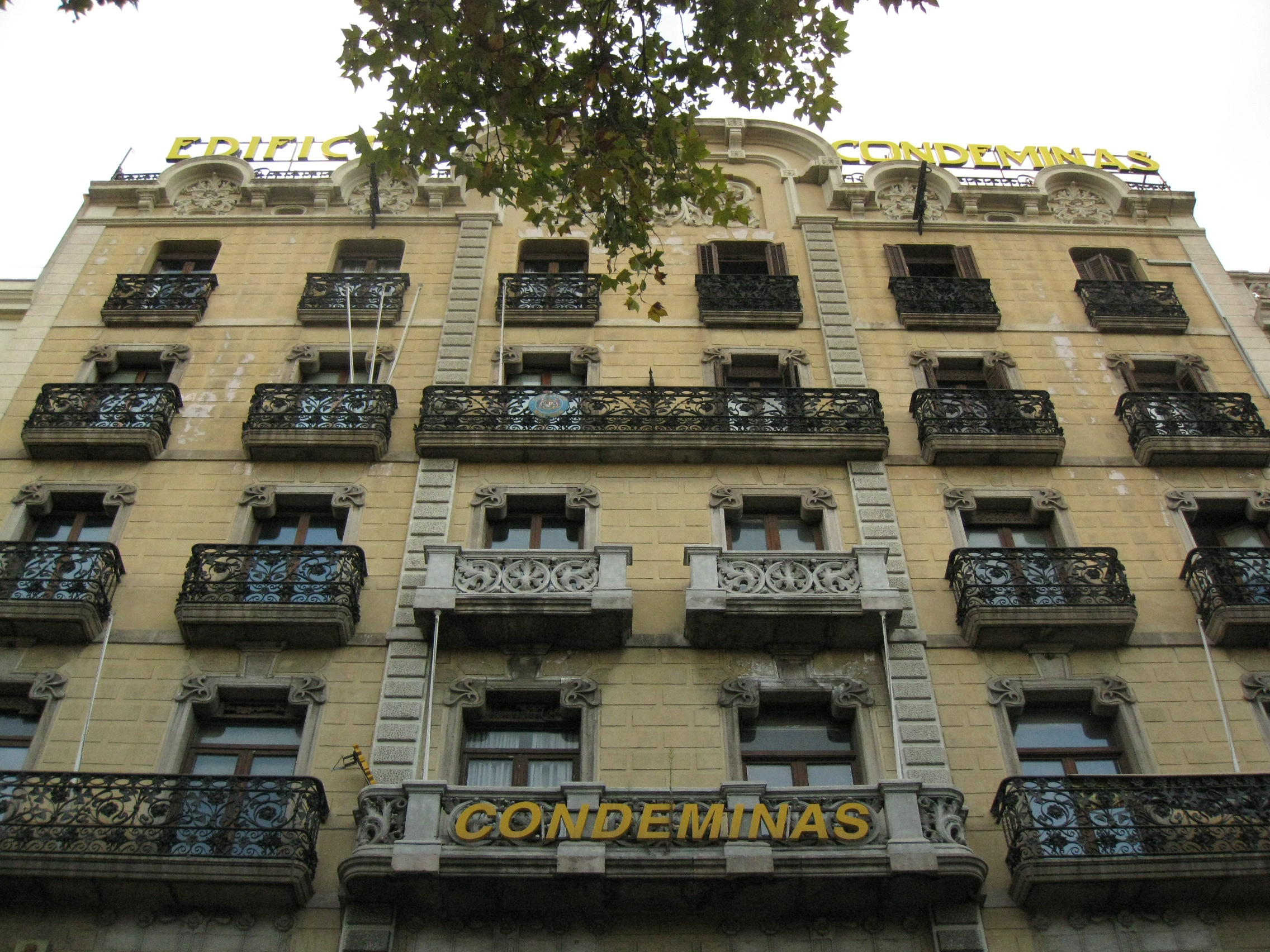
Edificio Condeminas.

Se trata de un caserón de finales del siglo XVI o principios del XVII, de planta organizada en torno a un patio, al que se llega por un gran vestíbulo abovedado. Además de la fachada principal en el número 6 del paseo de Colón, el Palacio Bru tiene fachadas a las calles Marquet y Merced.
Fue reformado en 1994 por Rafael Cáceres Zurita y los hermanos Terradas Muntañola para convertirlo en la sede de la Sociedad General de Autores de España (SGAE). En esta intervención se unificó la cornisa, eliminando la parte del cuerpo de la derecha que sobresalía a modo de torre. El Palacio Bru está catalogado como Bien de Interés Local.

### Edificio Condeminas
Se trata, en realidad de dos construcciones diferentes unificadas. La más antigua con fachada a la calle Merced es de los años 1860. A esta se añadió la construcción del paseo de Colón número 11 hacia 1915. Está catalogado como Bien Cultural de Interés Local.

### Capitanía General

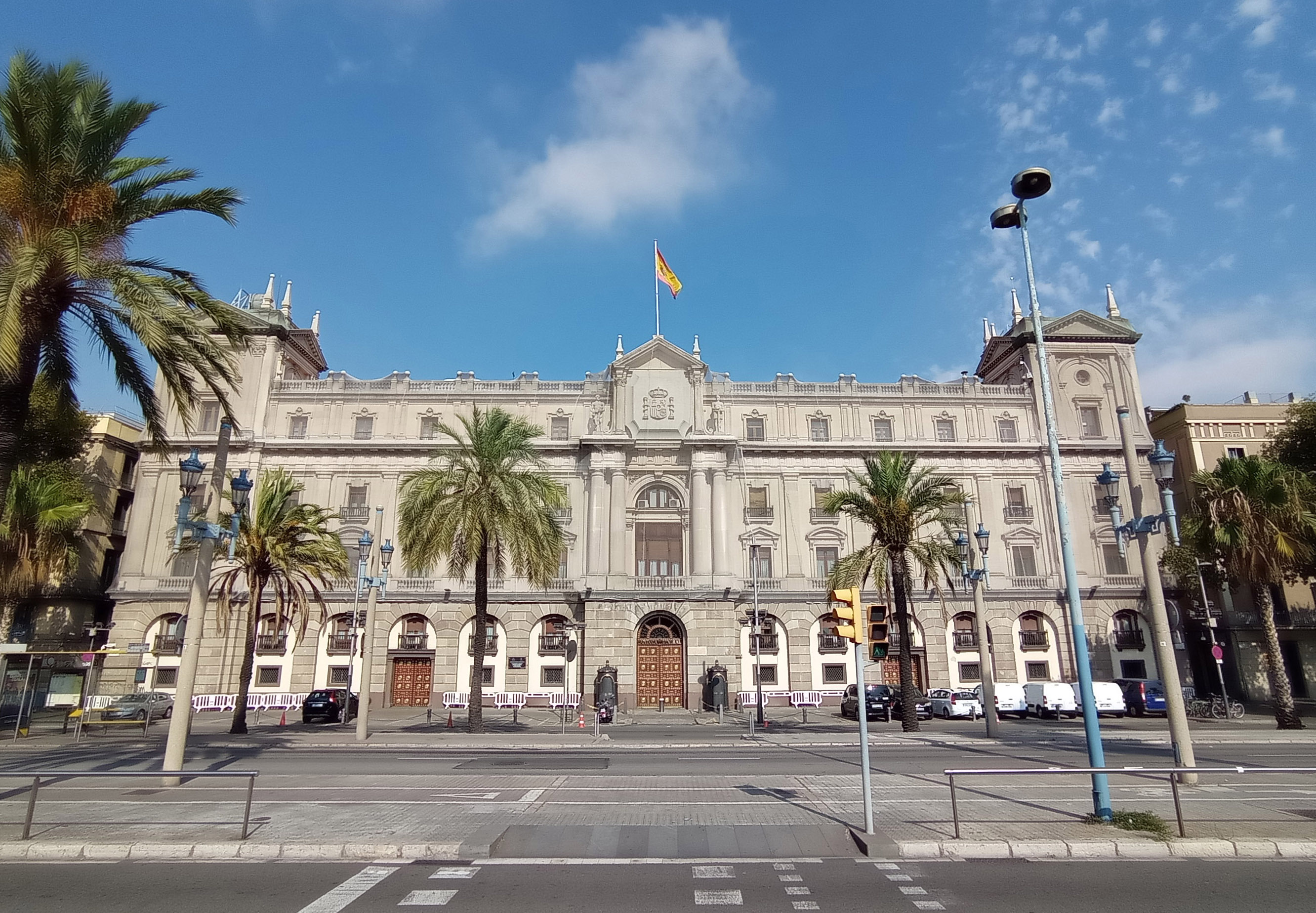
Fachada de Capitanía General al paseo.

El edificio de Capitanía General tiene su fachada principal en el número 14 del paseo de Colón. De planta rectangular, las fachadas laterales dan a Simón Oller y Boltres y la posterior a la plaza y calle de Merced, donde conecta por un puente con la Basílica de la Merced, pues el edificio de Capitanía tienen su origen en un antiguo convento que la Orden de los Mercedarios levantó entre la iglesia y la Muralla de Mar. La construcción del convento se inició en 1605 bajo la dirección de Jeronimo Santacana, pero las obras sufrieron varias interrupciones por problemas de financiación y se dilataron hasta 1653. En la decoración intervinieron Jaime Granger y los escultores José Ratés y Jaime Flor. De esta primitiva construcción hoy solo se conserva en estado original el claustro columnado.
En el siglo XIX el convento fue objeto de las desamortizaciones y pasó a ser propiedad del Estado. Albergó brevemente una escuela y a partir de 1846 se destinó a usos militares. Sufrió importantes remodelaciones, primero para transformarlo en cuartel y posteriormente para convertirlo en sede de la Capitanía General de la IV Región Militar. Con este objetivo, entre 1926 y 1929 se remodeló por completo la fachada del paseo de Colón, de estilo neoclásico, obra de Adolfo Florensa, así como los suntuosos salones interiores. En la actualidad, y tras la supresión de las Regiones Militares de España en 2002, alberga la Jefatura de la Inspección General del Ejército de Tierra.

### Rectorado de la UPF
Los números 15 y 16 corresponden a la parte trasera del rectorado de la Universidad Pompeu Fabra (UPF), al que se accede por la calle Merced. Se trata de dos edificios contiguos, construidos a mediados del siglo XIX para uso residencial. En la década de 1930 la propiedad de una de las fincas pasó a la empresa Bosch y Cia., productora del licor Anís del Mono, que mantuvo aquí sus oficinas durante medio siglo. Tras una década de abandono, la UPF adquirió ambos edificios para convertirlos en su rectorado. Las obras de rehabilitación se llevaron a cabo entre 1993 y 1995, a cargo de los arquitectos Jaime Llobet y José Benedito. El conjunto está catalogado como Bien Cultural de Interés Local.

### Gobierno Militar

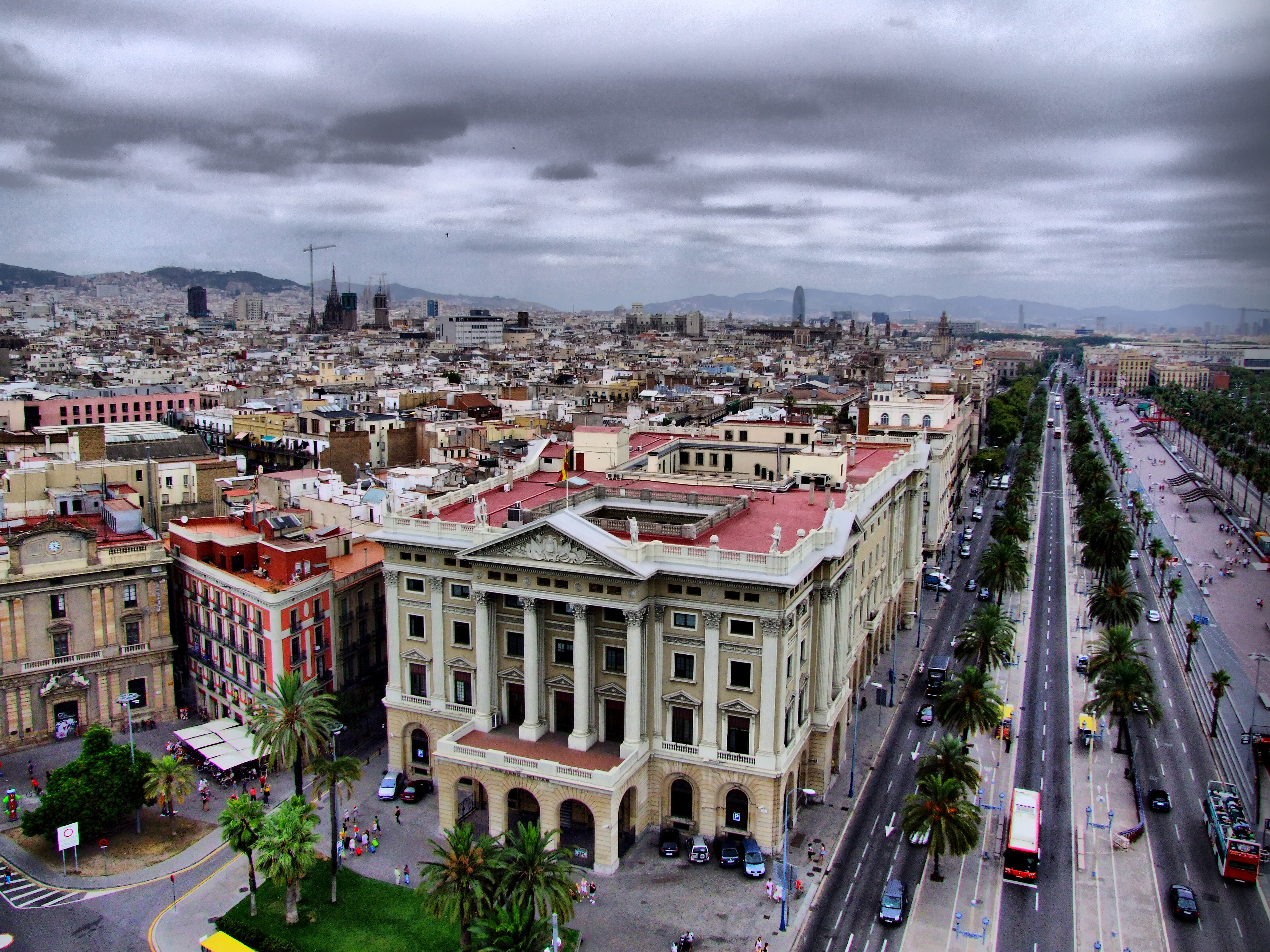
El Gobierno Militar junto al paseo.

El Gobierno Militar es el último edificio del paseo de Colón, en la confluencia con la plaza Puerta de la Paz. Su construcción empezó en 1928 para albergar dependencias del Ministerio de la Guerra. De planta rectangular, se organizada alrededor de dos patios. Sus cuatro fachadas está adornadas con columnas estriadas, capiteles corintios, tímpanos esculpidos, balaustradas y otros elementos característicos del monumentalismo clasicista, característico de los edificios oficiales de la época. En la actualidad alberga la Jefatura de Intendencia del Ministerio de Defensa.

## Transportes

### Autobuses
Desde la creación de la Red Ortogonal en 2012, los dos carriles centrales del paseo están reservados a la circulación de autobuses, en ambos sentidos. Dan servicio al paseo las líneas: 14, 36, 59, 64, 120 y la Línea D20 de la Red Ortogonal, que sustituye las líneas 57 y 157 en este tramo.
En el paseo se ubican seis paradas, tres en cada sentido de circulación:
- Puerta de la Paz (dos paradas, una en cada sentido)
- Paseo de Colón - Correos
- Paseo de Colón - Capitanía General
- Muelle de la Fusta
- Muelle de España

### Bicicleta
A lo largo del paseo discurren cuatro carriles bici, dos en cada sentido de la marcha, habilitados sobre las aceras. Asimismo, el servicio de bicing dispone de dos paradas en el lateral del Muelle de la Fusta.

### Aparcamiento
Con motivo de la reforma de los años 1980 se construyó bajo el paseo el aparcamiento subterráneo Muelle de la Fusta. De gestión municipal, cuenta con más de 300 plazas de aparcamiento. Tiene un acceso en cada extremo del paseo.